# Avast Secure Browser
Avast Secure Browser（原为Avast SafeZone）是Avast网络安全公司开发的浏览器，软件自2016年起捆绑在Avast杀毒软件的安装程序中，供用户选择安装，但它也可以在其网站上下载安装。它是基于开源的Chromium项目。它可以在Windows、macOS、iOS和安卓上运行。
Avast Online Security是为Google Chrome、Microsoft Edge、Mozilla Firefox和Opera浏览器开发的扩展应用，其功能与Avast Secure Browser类似。

## 版本

### 2016
2016年3月24日 Avast Safezone Browser 正式推出

### 2018
2018年4月6日 Avast Secure Browser 正式推出

## 发展历程
最初，Avast Secure Browse和付费版本的Avast Antivirus捆绑在一起。2016年3月， Avast把它和免费版本捆绑在一起。Avast Secure Browser 最初称为" SafeZone" ，并于2018年初重新命名为"Avast Secure Browser"。
SafeZone在改版和改名之前，其设计类似于 Opera浏览器。SafeZone在用户访问金融或购物网站进行在线交易时会自动开启，以保护用户的资金交易安全。
2015年12月， Tavis Ormandy发现一个安全漏洞，该漏洞允许黑客将恶意 JavaScript代码插入Avast SafeZone用户的浏览器。Avast很快发布了一个临时补丁，几天后修复了这个漏洞。

## 特点
视频下载器：一个插件，让用户可以下载指定网站上的视频。它允许用户选择视频质量，甚至还可以下载视频的原声带作为音频文件。
反跟踪和反指纹：该软件可以阻止网站收集有关用户计算机或浏览历史的信息，而这些信息可以被用来建立用户档案。